# Epifani de Constantinoble
- Pel patriarca de Constantinoble d'aquest nom, vegeu: Epifani I de Constantinoble

Epifani de Constantinoble (en llatí Epiphanius, en grec antic Ἐπιφάνιος), és el nom donat a la biografia d'Andreu apòstol (Σαλὸς) escrita per Nicèfor, a un jove de Constantinoble, company del sant, que descriu com un jove molt intel·ligent i amic del sant, finalment va ser elegit patriarca de Constantinoble amb un nom diferent, cosa que Andreu ja li havia predit.
Encara que es considera Andreu com el fundador del bisbat de Bizanci, altres fonts el fan viure al segle ix o x i, per tant, aquest Epifani no es pot identificar, ja que, si va existir realment, va ser patriarca amb un altre nom en època desconeguda.